# Salvinia natans
Salvinia natans és una petita falguera aquàtica de la família de les salviniàcies que sura en aigües tranquil·les, sense gaire corrent. És una de les 
12 espècies del gènere Salvinia, segons el criteri de "Plants of the World Online", la única nativa a Europa, a més del Nord d'Àfrica i Àsia. Als Països Catalans s'ha trobat només en aiguamolls de l'Alt i Baix Empordà.

## Descripció
L’esporòfit (la generació principal de totes les plantes del grup dels pteridòfits) presenta una tija prima i sense arrels amb  tres fulles a cada nus: Dues són flotants (gràcies a sacs plens d’aire que hi ha a dins de la fulla), ovals i amb el marge enter, d’uns 12x6 mm aproximadament. La tercera fulla està molt modificada, està submergida i dividida en diversos segments filiformes i pilosos que fan la feina de les arrels. A la base d’aquestes fulles subaquàtiques apareixen els esporocarps globosos  de 2-3 mm, agrupats en nombre de 4 a 8. És una falguera heterospòrica, per la qual cosa aquests esporocarps contenen o bé molts microsporangis o bé alguns Megasporangis. Els esporangis són pedicel·lats i la seva paret està formada per una única capa de cèl·lules (són falgueres leptoesporiangiades).

## Distribució
A Catalunya hi ha les úniques poblacions localitzades a l’estat espanyol: Només s’ha trobat en aiguamolls de l’Alt i Baix Empordà.
Hi ha qui diu que és una espècie de distribució Paleàrtica-tropical que naturalment es  distribueix a l'àrea compresa des d'Europa Central i Àfrica del Nord, fins a l'Índia i el nord de la Xina. Segons aquests mitjans, Salvinia natans no existeix (sota aquesta denominació) a Amèrica del Sud. Llavors, atesa la seva reduïda àrea de distribució està protegida a Catalunya dintre del PEIN.
Per contra, altres publicacions esmenten que l’espècie és originària d'Americà del Sud i es troba naturalitzada en zones humides de tota Europa, on podria ser considerada com una espècie potencialment invasora.

## Usos
Salvinia natans i altres congèneres es fan servir habitualment com plantes decoratives en els aquaris, per que oxigenen l'aigua i ofereixen refugi als peixos. Si s’escapen a la natura poden esdevenir espècies invasores ja que, en condicions òptimes poden créixer i desenvolupar-se molt ràpidament.
Aquest és el cas d'una altra espècie semblant, Salvinia molesta Mitchell, que (aquesta si) és originària del sud-est d’Amèrica del Sud i ha estat citada al delta de l’Ebre i a molts altres països del món on ha estat naturalitzada.